# Kanton Lunéville-Sud
Der französische Kanton Lunéville-Sud war bis 2015 ein Wahlkreis im Arrondissement Lunéville im Département Meurthe-et-Moselle. Letzter Vertreter im Generalrat des Départements war von 2008 bis 2015 Michel Baumont. 

## Lage
Der Kanton lag in der Südhälfte des Départements Meurthe-et-Moselle.

Lage des Kantons Lunéville-Sud im Département Meurthe-et-Moselle
Lage des Kantons Lunéville-Sud im Arrondissement Lunéville

## Gemeinden
Der Kanton umfasste 17 Gemeinden:
| Gemeinde              | Einwohner Jahr | Fläche km² | Bevölkerungsdichte | Code INSEE | Postleitzahl |
| --------------------- | -------------- | ---------- | ------------------ | ---------- | ------------ |
| Bénaménil             | 564 (2013)     | 9,38       | 60 Einw./km²       | 54061      | 54450        |
| Chanteheux            | 2.145 (2013)   | 5,79       | 370 Einw./km²      | 54116      | 54300        |
| Chenevières           | 493 (2013)     | 4,54       | 109 Einw./km²      | 54125      | 54112        |
| Crion                 | 88 (2013)      | 8,08       | 11 Einw./km²       | 54147      | 54300        |
| Croismare             | 608 (2013)     | 15,70      | 39 Einw./km²       | 54148      | 54300        |
| Hénaménil             | 160 (2013)     | 14,21      | 11 Einw./km²       | 54258      | 54370        |
| Hériménil             | 949 (2013)     | 12,48      | 76 Einw./km²       | 54260      | 54300        |
| Jolivet               | 899 (2013)     | 7,20       | 125 Einw./km²      | 54281      | 54300        |
| Laneuveville-aux-Bois | 310 (2013)     | 19,04      | 16 Einw./km²       | 54297      | 54370        |
| Laronxe               | 377 (2013)     | 6,83       | 55 Einw./km²       | 54303      | 54950        |
| Manonviller           | 179 (2013)     | 6,98       | 26 Einw./km²       | 54349      | 54300        |
| Marainviller          | 671 (2013)     | 16,99      | 39 Einw./km²       | 54350      | 54300        |
| Moncel-lès-Lunéville  | 611 (2013)     | 21,94      | 28 Einw./km²       | 54373      | 54300        |
| Saint-Clément         | 832 (2013)     | 16,47      | 51 Einw./km²       | 54472      | 54950        |
| Sionviller            | 110 (2013)     | 6,74       | 16 Einw./km²       | 54507      | 54300        |
| Thiébauménil          | 392 (2013)     | 3,87       | 101 Einw./km²      | 54520      | 54300        |

Anmerkung: Lunéville gehörte teils zum Kanton Lunéville-Sud, teils zum Kanton Lunéville-Nord. 